# مدينة برنسايد
 'مدينة برنسايد'  هي منطقة الحكومة المحلية يقدر عدد سكانها بحوالي 44300 شخص في جنوب أستراليا ب مدينة أديلايد.[بحاجة لمصدر]

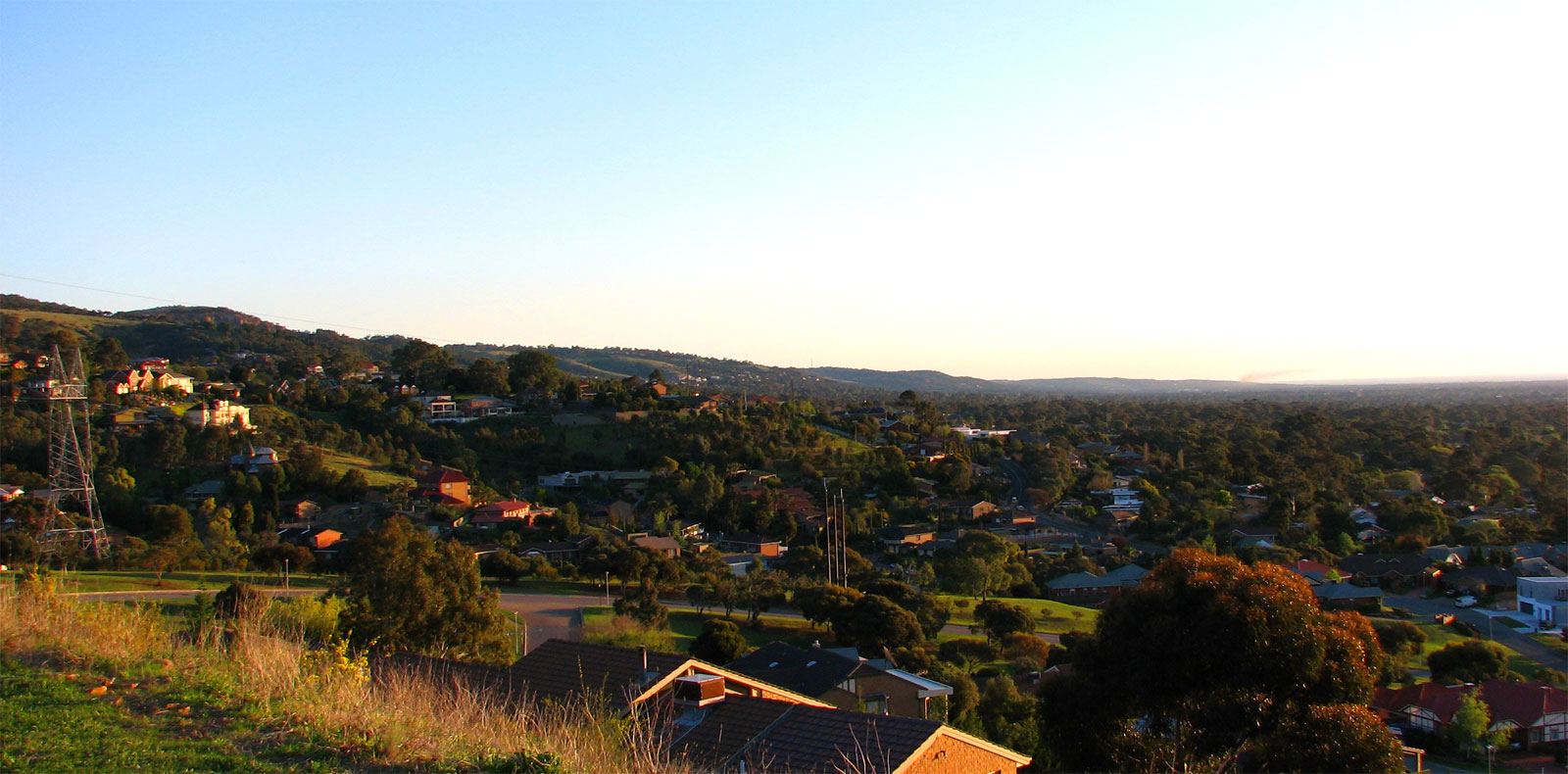
The اديلايد التلال, تواجه الجنوب, from Magill.

## وصلات داخلية
- أستراليا